# Matthew Laborteaux
Matthew Charles Labyorteaux (Los Angeles, 8 dicembre 1966) è un attore e doppiatore statunitense.
In molti dei suoi crediti, il suo cognome è scritto come "Laborteaux". È anche accreditato come Matthew Charles per il suo lavoro nell'animazione.
È noto soprattutto per aver interpretato il ruolo di Albert Ingalls, oltre che di Charles Ingalls da bambino, nella serie televisiva La casa nella prateria dal 1978 al 1983. È anche conosciuto per aver prestato la propria voce al personaggio di Jaden Yuki e del Re Supremo in Yu-Gi-Oh! GX dal 2005 al 2008.

## Biografia

### Primi anni
Labyorteaux è nato a Los Angeles l'8 dicembre 1966 da genitori sconosciuti e venne adottato a dieci mesi da Ronald Labyorteaux (1930–1992), un disegnatore d'interni e talent, e dell'attrice Frances Marshall (1927–2012). È il fratello minore di Patrick Labyorteaux, anch'egli adottato, e Jane Laborteaux, anch'essi attori. Un articolo della rivista People del 1978 riportava che Matthew era nato con un soffio al cuore (buco) e si pensava che fosse autistico per i primi cinque anni della sua vita.

### Carriera
Labyorteaux ha iniziato a lavorare in spot pubblicitari all'età di sette anni, dopo essere stato scoperto mentre accompagnava il fratello maggiore, Patrick, ad un casting. Poco dopo ha ottenuto il suo primo ruolo drammatico nel film  Una moglie, dove interpretò uno dei figli di Peter Falk e Gena Rowlands.
Dal 1978 al 1983 ha interpretato il personaggio di Albert Quinn Ingalls nella serie di successo La casa nella prateria. Ha poi anche recitato nelle serie La gang della mano rossa (1977) e I ragazzi del computer (1983–1984) oltre che in diversi film televisivi. Il suo ruolo cinematografico più importante fu quello di Paul Conway, un giovane genio che riporta in vita una ragazza morta usando un microchip proveniente da un robot da lui creato, nel film Dovevi essere morta di Wes Craven.
Durante i suoi anni di attività, Labyorteaux ha recitato in molte serie televisive, tra le quali A tutte le auto della polizia, The Bob Newhart Show, La famiglia Mulligan, Lou Grant, Boomer cane intelligente (spin-off di La gang della mano rossa), Love Boat, Simon & Simon (episodio crossover con I ragazzi del computer), Autostop per il cielo, Giudice di notte, Paradise e Due poliziotti a Palm Beach.
Più di recente, Labyorteaux ha lavorato come doppiatore per alcuni videogiochi e cartoni animati.

## Vita privata
Labyorteaux è un abile giocatore di videogiochi. Nell'ottobre 1981, è finito al decimo posto per Centipede ai campionati del mondo dell'Atari, Inc.. Nell'aprile 1982, è diventato il campione di Pac-Man degli Stati Uniti in un torneo sponsorizzato da People, con un punteggio di 1.200.000.
Nel 1992, Matthew e suo fratello Patrick hanno fondato lo "Youth Rescue Fund" (che collabora con il "Los Angeles Youth Supportive Services"), un'organizzazione di beneficenza che assiste i giovani in crisi. L'organizzazione non è più attiva.
Il 17 luglio 2020 ha sposato Leslie. Matthew è il patrigno dei due figli di Leslie.

## Filmografia

### Attore

#### Cinema
- Una moglie (A Woman Under the Influence), regia di John Cassavetes (1974)
- Il re degli zingari (King of the Gypsies), regia di Frank Pierson (1978)
- Dovevi essere morta (Deadly Friend), regia di Wes Craven (1986)
- Ryan, regia di Holly Dorff - cortometraggio (2015)

#### Televisione
- A tutte le auto della polizia (The Rookies) – serie TV, 1 episodio (1975)
- Phyllis – serie TV, 1 episodio (1975)
- The Bob Newhart Show – serie TV, 1 episodio (1976)
- NBC Special Treat – serie TV, 1 episodio (1976)
- Doc – serie TV, 1 episodio (1976)
- Buongiorno, dottor Bedford (The Practice) – serie TV, 1 episodio (1976)
- La casa nella prateria (Little House on the Prairie) – serie TV, 88 episodi (1976-1983)
- Squadra Most Wanted (Most Wanted) – serie TV, 1 episodio (1977)
- A Circle of Children, regia di Don Taylor – film TV (1977)
- Bravo Two, regia di Ernest Pintoff – film TV (1977)
- Mary Hartman, Mary Hartman – serie TV, 23 episodi (1977)
- La famiglia Mulligan (Mulligan's Stew) – serie TV, 1 episodio (1977)
- La gang della mano rossa (The Red Hand Gang) – serie TV, 12 episodi (1977)
- Tarantulas: il volo della morte (Tarantulas: The Deadly Cargo), regia di Stuart Hagmann – film TV (1977)
- Killing Stone, regia di Michael Landon – film TV (1978)
- Little House Years, regia di Michael Landon – film TV (1979)
- Lou Grant – serie TV, 1 episodio (1979)
- The Aliens Are Coming, regia di Harvey Hart – film TV (1980)
- Boomer cane intelligente (Here's Boomer) – serie TV, 1 episodio (1980)
- Love Boat (The Love Boat) – serie TV, 1 episodio (1982)
- Simon & Simon – serie TV, 1 episodio (1983)
- La casa nella prateria - Ricordando il passato (Little House: Look Back to Yesterday), regia di Victor French – film TV (1983)
- I ragazzi del computer (Whiz Kids) – serie TV, 18 episodi (1983-1984)
- Autostop per il cielo (Highway to Heaven) – serie TV, episodio 1x23 (1985)
- Storie incredibili (Amazing Stories) - serie TV, episodio 1x07 (1985)
- Lontana speranza (Shattered Spirits), regia di Robert Greenwald – film TV (1986)
- Hotel – serie TV, 1 episodio (1988)
- Giudice di notte (Night Court) – serie TV, 2 episodi (1989)
- Paradise (Guns of Paradise) – serie TV, 1 episodio (1990)
- Un difficile addio (The Last to Go), regia di John Erman – film TV (1991)
- Due poliziotti a Palm Beach (Silk Stalkings) – serie TV, 1 episodio (1991)
- Barbarians at the Gate, regia di Glenn Jordan – film TV (1993) Non accreditato

### Doppiatore
- Aaahh!!! Real Monsters (1995) Serie TV
- Spider-Man: The Animated Series (Spider-Man), nell'episodio "La vendetta del mutante (quarta parte)" (1995)
- Mulan (Mulan) (1998)
- .hack//Infection (2002) Videogioco
- .hack//Mutation (2002) Videogioco
- .hack//Outbreak (2002) Videogioco
- .hack//Quarantine (2003) Videogioco
- Piccolo grande eroe (Everyone's Hero) (2006)
- Thrillville (Thrillville) (2006) Videogioco
- Thrillville: Fuori dai binari (Thrillville: Off the Rails) (2007) Videogioco
- Bride Wars - La mia migliore nemica (Bride Wars) (2009)
- Star Wars: The Old Republic (Star Wars: The Old Republic) (2011) Videogioco
- Kinect Star Wars (Kinect Star Wars) (2012) Videogioco

## Riconoscimenti
- 1979 – Young Hollywood Hall of Fame
- 1983 – Young Artist Awards
  - Nomination Miglior giovane attore in una serie drammatica per La casa nella prateria
- 1984 – Young Artist Awards
  - Nomination Miglior giovane attore in una serie drammatica per La casa nella prateria
  - Nomination Miglior giovane attore in una nuova serie televisiva per I ragazzi del computer

## Doppiatori italiani
Nelle versioni in italiano delle opere in cui ha recitato, Matthew Laborteaux è stato doppiato da:
- Marco Guadagno in La casa nella prateria (ep. 5x01-5x02)
- Massimo Corizza in La casa nella prateria
- Oreste Baldini ne I ragazzi del computer
- Fabio Boccanera in Dovevi essere morta